# Mistrovství Asie v rychlobruslení 2011
Mistrovství Asie v rychlobruslení 2011 se konalo ve dnech 28. a 29. prosince 2010 v rychlobruslařské hale Heilongjiang Indoor Rink v čínském Charbinu. Jednalo se o 12. mistrovství Asie. Z předchozího šampionátu obhajovali titul Jihokorejec I Sung-hun a Japonka Masako Hozumiová.
V Charbinu se poprvé stala mistryní Asie Japonka Eriko Išinová. Mezi muži podruhé zvítězil Jihokorejec I Sung-hun.

## Muži
| Pořadí           | Jméno            | Země        | 500 m      | 5 000 m      | 1 500 m      | 10 000 m      | Počet bodů |
| ---------------- | ---------------- | ----------- | ---------- | ------------ | ------------ | ------------- | ---------- |
| Zlatá medaile    | I Sung-hun       | Jižní Korea | 37,65 (2.) | 6:31,32 (1.) | 1:50,80 (1.) | 13:38,22 (1.) | 154,626    |
| Stříbrná medaile | Dmitrij Babenko  | Kazachstán  | 37,80 (4.) | 6:51,83 (5.) | 1:51,50 (2.) | 13:47,16 (2.) | 157,506    |
| Bronzová medaile | Ko Pjong-uk      | Jižní Korea | 38,43 (8.) | 6:41,49 (2.) | 1:53,17 (3.) | 14:05,42 (4.) | 158,573    |
| 4.               | Šóta Nakamura    | Japonsko    | 37,80 (4.) | 6:53,44 (6.) | 1:54,57 (5.) | 14:13,72 (6.) | 160,020    |
| 5.               | Arťom Belousov   | Kazachstán  | 39,83 (9.) | 6:43,83 (3.) | 1:55,01 (6.) | 14:03,91 (3.) | 160,744    |
| 6.               | Kao Süe-feng     | Čína        | 37,48 (1.) | 6:59,07 (7.) | 1:53,33 (4.) | 15:12,59 (8.) | 162,792    |
| 7.               | Sun Lung-ťiang   | Čína        | 37,73 (3.) | 7:00,98 (8.) | 1:55,83 (7.) | 14:53,89 (7.) | 163,132    |
| 8.               | Daiki Wakabajaši | Japonsko    | 38,29 (7.) | 6:49,34 (4.) | 2:46,77 (9.) | 14:13,66 (5.) | 177,502    |
| 9.               | Ťin Sin          | Čína        | 37,89 (6.) | 7:28,45 (9.) | 1:56,56 (8.) | —             | 121,588    |

## Ženy
| Pořadí           | Jméno            | Země        | 500 m      | 3 000 m      | 1 500 m      | 5 000 m      | Počet bodů |
| ---------------- | ---------------- | ----------- | ---------- | ------------ | ------------ | ------------ | ---------- |
| Zlatá medaile    | Eriko Išinová    | Japonsko    | 41,96 (6.) | 4:17,64 (2.) | 2:02,92 (1.) | 7:16,51 (2.) | 169,524    |
| Stříbrná medaile | Masako Hozumiová | Japonsko    | 42,29 (7.) | 4:15,41 (1.) | 2:03,59 (2.) | 7:16,32 (1.) | 169,688    |
| Bronzová medaile | Ajaka Kikučiová  | Japonsko    | 41,15 (2.) | 4:22,34 (3.) | 2:06,39 (5.) | 7:36,90 (3.) | 172,693    |
| 4.               | Ťi Ťia           | Čína        | 41,29 (3.) | 4:25,39 (4.) | 2:05,73 (4.) | 7:38,07 (4.) | 173,238    |
| 5.               | Tung Fej-fej     | Čína        | 40,93 (1.) | 4:28,79 (7.) | 2:05,68 (3.) | 7:48,50 (6.) | 174,471    |
| 6.               | Fu Čchun-jün     | Čína        | 41,70 (5.) | 5:54,21 (8.) | 2:08,92 (7.) | 7:47,75 (5.) | 190,483    |
| 7.               | I Ču-jon         | Jižní Korea | 41,54 (4.) | 4:27,12 (6.) | 2:06,81 (6.) | —            | 128,330    |
| 8.               | Pak To-jong      | Jižní Korea | 42,47 (8.) | 4:26,59 (5.) | 2:11,80 (8.) | —            | 130,834    |